# Louise Kaiser
Louise Kaiser (Medemblik, 15 oktober 1891 – Bussum, 2 april 1973) was een Nederlandse foneticus en de eerste vrouwelijke lector aan de Universiteit van Amsterdam.

## Biografie
Kaiser werd geboren in een welgesteld doktersgezin. Haar jeugd bracht zij door in Hoorn. Zij studeerde geneeskunde aan de Universiteit van Amsterdam en promoveerde in 1924 bij G.A. van Rijnberk op De segmentale innervatie van de huid van de duif.
Kaiser gaf al in 1922 haar eerste cursussen in toegepaste fonetiek in het fysiologisch laboratorium van de Universiteit van Amsterdam. In 1926 werd er een leerstoel ingericht voor de fonetische wetenschappen. Kaiser werd aangesteld als eerste lector, met de leeropdracht experimentele fonetica. In 1932 vond het First International Congress of Phonetic Sciences plaats, dankzij de bemoeienis van Kaiser. Kort daarna, in 1933, richtte zij het Experimenteel-Phonetisch Laboratorium op, de voorganger van het Instituut voor Fonetische Wetenschappen, nu opgenomen in de Capaciteitsgroep Taalwetenschap bij de Universiteit van Amsterdam.
Kaiser geldt als een pionier in de fonetiek. Zij experimenteerde met geluidsapparatuur en maakte als eerste in haar vakgebied gebruik van grote aantallen proefpersonen, in tegenstelling tot kleine groepen van geselecteerde proefpersonen. Haar onderzoek richtte zich vooral op het voormalige Zuiderzeegebied, waaronder het eiland Urk, en de nieuwe polders. Hier verrichtte ze haar belangrijkste veldwerk. Er was al langer een wetenschappelijke  interesse voor de oude gemeenschappen in het Zuiderzeegebied, vanwege de geïsoleerde ligging en de vermeend oorspronkelijke bevolking.  In 1928 voerde Kaiser fonetische en fysisch-antropologische metingen uit op Urk, waarbij onder andere de hoogte van het gehemelte van Urkers werd opgemeten, gecombineerd met onderzoek naar haar- en oogkleur. Met de oprichting van de ‘Stichting voor het Bevolkingsonderzoek in de drooggelegde Zuiderzeepolders’ door Kaiser en sociograaf H.N. ter Veen werd het onderzoek in dit gebied systematischer aangepakt. Kaiser was van 1936 tot 1958 bestuurslid van de sectie voor Taalkunde, Fonetiek en Volkskunde. Voorzitter van de sectie was de directeur van het Meertens Instituut, P.J. Meertens. Zij verzamelden samen geluidsmateriaal bij de Nederlandse omroepen ten behoeve van wetenschappelijk onderzoek. 
Op latere leeftijd werd Kaiser kunstenares, naast haar werk als lector. Als nicht van de Nederlandse kunstenaar Johann Wilhelm Kaiser was zij al vroeg in de beeldende kunst geïnteresseerd geraakt. Zij volgde de avondcursus bij de kunstnijverheidsschool Quellinus te Amsterdam.
In 1958 nam Kaiser afscheid van de universiteit, zij overleed in 1973. De audiocollectie op het gebied van fonetiek met opnames op het gebied van spraakverwerving en dialecten, gevormd bij de Universiteit van Amsterdam, bevindt zich tegenwoordig bij het Meertens Instituut.